# کنت آلن (فیزیکدان)
کنت آلن (انگلیسی: Kenneth Allen؛ زاده ۱۷ نوامبر ۱۹۲۳ – درگذشته ۲ مه ۱۹۹۷) یک فیزیک‌دان اهل انگلستان بود.